# Курвинградско сужење
Курвинградско сужење је мала клисура у склопу композитне долине Јужне Мораве, у југоисточној Србији. Повезује Брестовачку котлину на југу са Нишком котлином на северу. Усечена је у старим палеозојским стенама, док јој је дно прекривено неогеним седиментима. Дугачка је само неколико километара и име је добила по утврђењу Курвинград које се налази код села Клисура око 10 километара југозападно од Ниша.